# Cœurs ardents
Pour plus de détails, voir Fiche technique et Distribution.
Cœurs ardents (Rok 1914) est un film polonais réalisé par Henryk Szaro, sorti en 1932.

## Fiche technique
- Titre : Cœurs ardents
- Titre original : Rok 1914
- Réalisation : Henryk Szaro
- Scénario : Jan Adolf Hertz
Waclaw Sieroszewski
Anatol Stern
Henryk Szaro
- Société de Production : Kineton-Sfinks
Libkow-Sfinks
- Musique : Feliks Rybicki
Lucjan Marczewski
- Photographie : Hans (Jan) Theyer
Laszlo Schaeffer
Henryk Vlassak
- Montage :
- Costumes :
- Pays d'origine : Pologne
- Format :
- Genre :
- Durée :
- Date de sortie : 
  - Pologne : 26 février 1932

## Distribution
- Jadwiga Smosarska : Hanka
- Józef Maliszewski : Andrzej, frère de Hanka
- Wiesław Gawlikowski : oncle de Hanka et André
- Maria Chaveau : tante de Hanka et André
- Witold Conti : Jerzy Mirski
- Bazyli Sikiewicz : officier
- Jan Kurnakowicz
- Władysława Krukowska
- Ludwik Fritsche
- Jerzy Kobusz
- Girej Narauz
- Jan Belina
- Julian Krzewiński